# .bs
.bs je vrhovna internetska domena (country code top-level domain - ccTLD) za Bahame. Domenom upravlja Koledž Bahama (College of the Bahamas).

## Vanjske poveznice
- IANA .bs whois informacija  Arhivirana inačica izvorne stranice od 23. listopada 2007. (Wayback Machine)